# Tregavarah
Tregavarah – osada w Anglii, w Kornwalii. Leży 3 km na zachód od miasta Penzance i 414 km na zachód od Londynu.